# Distrito de Santo Domingo (Morropón)
El distrito de Santo Domingo es uno de los diez distritos que conforman la provincia de Morropón, ubicada en el Departamento de Piura, bajo la administración del Gobierno regional de Piura, en el norte del Perú.  
Desde el punto de vista de la jerarquía de la Iglesia católica, forma parte de la Diócesis de Chulucanas.

## Historia
El distrito fue creado mediante Ley s/n del 4 de noviembre de 1887, en el gobierno del Presidente Andrés A. Cáceres.
Fue anexado a la provincia de Morropon mediante Ley 8174 del 31 de enero de 1936 durante el gobierno del Presidente Óscar R. Benavides.

## Geografía
El distrito de Santo Domingo se localiza en el departamento de Piura, provincia de Morropón, a 79° 52’ 27’’ de longitud Oeste y 05° 01’ 39’’ de latitud Sur, con una altitud de 1475 m s. n. m.

### Relieve
El distrito tiene una extensión territorial de 187.32 km², Su altitud fluctúa entre los 300 m y los 3 000 m s. n. m. mantiene un clima templado, se encuentra en la región natural yunga, lo que hace su característica en el clima. 

### Hidrografía
- Río Santo Domingo.- Tiene su origen en la zona de los Quinchayos, con su afluente el río Ñoma forman el río Gallega, ubicándose en la ruta el circuito turístico Los Caracoles.

- Río Ñoma.- Tiene su origen en el lugar denominado “El Citan”, caserío de Ñoma.

- Río Gallega.- Nace de la confluencia de los ríos Santo Domingo y Ñoma. Recorre Pambarumbe, Paltashaco, EL Bronce y Caracucho hasta llegar a la altura del caserío Polvazal del Distrito de Morropón, donde se une con el río Corral del Medio y conforman junto al río Bigote que forma luego parte del río Piura.

- Río Simiris.- Formado por la confluencia de las quebradas “El Palmo”, “Huacas” y “La Chira”. Este río, al unirse con el río San Jorge en el caserío de Quirpón forman el río Charanal.

- Principales quebradas:
  - Quebrada de Chililique, que sirve de límite con el distrito de Morropón.
  - Quebrada de Caracucho, Botijas, La Laja, Quebrada Grande, San Miguel y Quebrada de las Damas, entre otras.

### Clima
Santo Domingo tiene un clima diverso a lo largo de su extensión, predomina el templado sub - húmedo. Presenta precipitaciones principalmente en los meses de enero a marzo, la temperatura durante el día puede llegar hasta los 29º a 30 °C, y durante la noche puede descender hasta los 13 °C.

## Ubicación geográfica
|                               | Norte: Distrito de Frías  |                                                                 |
| Oeste: Distrito de Chulucanas |                           | Este: Distrito de Chalaco y Distrito de Santa Catalina de Mossa |
|                               | Sur: Distrito de Morropón |                                                                 |

## Centros poblados
El distrito tiene una población total de 7 957 habitantes en 2 641 viviendas distribuidos en 61 centros poblados.
Su capital es la villa de Santo Domingo a 1480 m s. n. m. con 1138 habitantes y 375 viviendas.
| Centro poblado   | Categoría | Altitud (m s. n. m.) | Habitantes | Viviendas |
| ---------------- | --------- | -------------------- | ---------- | --------- |
| Quinchayo Grande | Caserío   | 2166                 | 453        | 113       |
| San Miguel       | Caserío   | 1556                 | 361        | 154       |
| Tiñarumbe        | Caserío   | 1850                 | 324        | 85        |
| Botijas          | Caserío   | 557                  | 310        | 67        |
| Chacayo          | Anexo     | 1506                 | 191        | 76        |
| Centenario       | Anexo     | 1945                 | 119        | 33        |

El distrito está dividido en 51 localidades (2017):
Caseríos: Batanes, Botijas, Caracucho, Chungayo, El Bronce, El Checo, El Faical, El Faique, Huacas, Huayacanal, Jacanacas, Jaguay, Ñoma, Palto Alto, Palto Bajo, Pueblo Nuevo, Quirpón, Quinchayo Alto, Quinchayo Chico, Quinchayo Grande, San Agustín, San Francisco, San Jacinto, San José de Chungayo, San Miguel, Santa Fe de Portachuelo, Santa Rosa, Simiris, Tasajeras, Tiñarumbe, Tuñali, Virgen de la Puerta.
Anexos: Baltazares, Centenario, Chacayo, Chachacomal Alto, Chacacomal Bajo, El Yumbe, Frijolal, Hualtacal, La Cruz, La Vaquita, Lanchapampas, Nueva Esperanza, Palo Santo, Pampa de los Ramírez, Tailin de San Miguel, Taylin de Tuñali.

## Autoridades

### Municipales
- 2019 - 2022[3]
  - Alcalde: Milton Chumacero Correa, de El Frente Amplio Por Justicia, Vida Y Libertad.
  - Regidores:

  1. Norma Castillo Domínguez (El Frente Amplio Por Justicia, Vida Y Libertad)
  2. Odar Castillo Chumacero (El Frente Amplio Por Justicia, Vida Y Libertad)
  3. Siserón Moreto Domínguez (El Frente Amplio Por Justicia, Vida Y Libertad)
  4. José Melquíades López Córdova (El Frente Amplio Por Justicia, Vida Y Libertad)
  5. José Félix Paz Córdova (Movimiento Independiente Fuerza Regional)

Alcaldes anteriores
- 2015-2018:[4] Elvis Barreto Jiménez, del Movimiento Región Para Todos (RPT).[5]
- 2011-2014:[6] Elvis Barreto Jiménez, del Movimiento de Desarrollo Local (MDL).
- 2007-2010: Carlos López Jiménez.

### Policiales
- Comisario: Capitán  PNP .

## Medios de transporte
Este distrito se encuentra a 130km de distancia de la ciudad de piura, ocupándose un tiempo aproximado en bus de 3 horas, 
Para viajar a esta cálida ciudad, hay dos principales empresas de transporte, sus agencias se encuentran ubicadas en el terminal terresetre del distrito de Castilla, Piura. Los autobuses cuentan con horarios de salida variados a lo largo del día, lo que facilita la visita a este encantador distrito. Su belleza natural y paisajística lo hace único y digno de admiración.

## Fiestas
- Semana Santa
- 24 de junio.- Aniversario del C.S.M "San Juan".
- 23 de setiembre.- Aniversario del C.S.M "Mauro Reynaldo Giraldo Romero I.N.A 52" y de su patrona, La virgen de Las Mercedes.
- 4 de noviembre.- Es la principal fiesta del año en honor al patrón Santo Domingo de Guzmán y a su creación política. Durante ella se organizan diversas actividades (campeonatos deportivos, serenatas, pelea de toros, peleas de gallos, ferias artesanales, desfiles, pasacalles, degustación de platos típicos...).